# My 21st Century Blues
My 21st Century Blues es el álbum de estudio debut de la cantautora británica Raye. Fue lanzado de forma independiente a través del sello de distribución Human Re Sources el 3 de febrero de 2023. El álbum es el primer proyecto de Raye después de su separación de Polydor Records en 2021. En gran parte coescrito por Raye con la producción a cargo de Mike Sabath, BloodPop, Punctual y Di Genius, fue recibido con elogios universales de la crítica. El álbum presenta apariciones de 070 Shake y Mahalia como artistas invitadas.
El álbum explora líricamente varios temas, incluidas las propias luchas de Raye con la adicción, la inseguridad, la dismorfia corporal y la agresión sexual. Fue apoyado por los sencillos «Hard Out Here», «Black Mascara», «Escapism» con 070 Shake, «The Thrill Is Gone», «Ice Cream Man» y «Flip a Switch». «Escapism» alcanzó el puesto número uno en el Reino Unido en enero de 2023 y entró entre los diez primeros en otros 22 mercados musicales.

## Antecedentes
En una entrevista para Rolling Stone UK, Raye declaró que su álbum debut presenta algunas de sus composiciones más personales hasta la fecha, incluidas sus luchas contra la dismorfia corporal, la ansiedad y la agresión sexual. Ella acredita que algunas de las canciones de su álbum la ayudaron como parte de su proceso de curación al agregar:
«Algunas de estas canciones me han ayudado a procesar. Simplemente necesitaba escucharlas en una forma más hermosa. Como ‘Body Dysmorphia’, suena tan feo en mi cabeza, pero cuando lo pones en esa canción, lo hace un poco más fácil de digerir para mí. Muchas de estas historias son muy medicinales y muy crudas y terapéuticas para mí. Creo que ha sido realmente importante para mí llevarlo allí, a pesar de lo difícil que ha sido a veces».
Raye también habla sobre la primera vez que ella misma dirigió un video para la canción «Ice Cream Man», que detalla su experiencia con la agresión sexual. My 21st Century Blues también presenta pistas escritas por Raye de años anteriores, con muchas canciones cortadas de la lista de canciones final porque no encajaban con el tema del álbum.

## Lanzamiento y promoción
En septiembre de 2022, Raye asistió al Live Lounge de BBC Radio 1 para interpretar «Black Mascara» y una versión de «Running Up That Hill» de Kate Bush. El 13 de octubre de 2022, Raye anunció el proyecto en sus redes sociales junto con el lanzamiento de las canciones «Escapism» y «The Thrill Is Gone». Tras el lanzamiento dual, Raye interpretó ambas canciones en Later... with Jools Holland. Más tarde, Raye interpretó «The Thrill Is Gone» en The Graham Norton Show.

### Sencillos
El 30 de junio de 2022, Raye lanzó el sencillo principal «Hard Out Here», que fue su primer lanzamiento independiente luego de su separación de Polydor Records. El segundo sencillo, «Black Mascara», fue lanzado el 24 de agosto de 2022 después de haber sido insinuado su lanzamiento al final del videoclip de «Hard Out Here», dos días antes de lo programado originalmente. El 12 de octubre de 2022, se hizo un lanzamiento doble, «Escapism» con 070 Shake y «The Thrill Is Gone».«Escapism» se ubicaría más tarde en el puesto número 1 en la lista de sencillos de Reino Unido. El 2 de febrero de 2023, un día antes del lanzamiento del álbum, el quinto sencillo, «Ice Cream Man», fue estrenado en BBC Radio 1 como su grabación más popular. El 21 de abril de 2023, se lanzó una remezcla de «Flip a Switch» con  la participación de la rapera estadounidense Coi Leray como el sexto sencillo del álbum.

### Giras
En apoyo del álbum, Raye se embarcó en una mini gira en octubre y noviembre de 2022 titulada The Story So Far, que marcó sus primeros espectáculos como titular en Europa y América del Norte. La gira consistió en un ambiente acústico e íntimo con una audiencia sentada y Raye discutiendo su carrera entre presentaciones de su discografía en orden cronológico. A esto le seguirá la gira de My 21st Century Blues, que comenzará en febrero de 2023.

## Recepción crítica
My 21st Century Blues recibió una puntuación de 82 sobre 100 según 10 reseñas en el agregador de reseñas Metacritic, lo que indica «aclamación universal». El agregador AnyDecentMusic? le dio 7.5 de 10, basado en su evaluación del consenso crítico.
Escribiendo para Clash, Alex Rigotti sintió que «en su prisa por contar su historia, My 21st Century Blues sufre de una segunda mitad frenética que amortigua el golpe en el estómago que pudo haber sido». Hayley Milross de The Line of Best Fit escribe que «My 21st Century Blues será etiquetado como un debut icónico» y que «el álbum tiene excelentes puntos altos [que son] pistas que muestran lo que llevó a Raye al frente en primer lugar». Ben Tipple de DIY afirma que el disco «[está] reflejando el deseo de Raye de explorar todas las facetas de sí misma, y es autobiográfica hasta la médula, ya sea tocando el desamor, la discriminación o la imagen distorsionada de sí misma». Neive McCarthy de Dork llamó a Raye «imparable en su última oferta» y agregó que está «enfrentando todas las dificultades que le han ocurrido últimamente y lo está haciendo con una voz suave que se inclina hacia el jazz y ritmos pulidos».
En una reseña positiva para The Guardian, Alexis Petridis escribe que «cualesquiera que sean sus fallas, hay suficientes sencillos exitosos potenciales – además, sencillos exitosos potenciales con actitud y carácter de sobra – en el debut de Raye para asegurar que su éxito actual equivale a más que un voto de simpatía o un relámpago».

## Lista de canciones
| My 21st Century Blues |                                  |                                                           |                                     |          |  |
| N.º                   | Título                           | Escritor(es)                                              | Productor(es)                       | Duración |  |
| 1.                    | «Introduction»                   | Austin Lichtenstein Pete Miller                           | Mike Sabath                         | 0:57     |  |
| 2.                    | «Oscar Winning Tears»            | Rachel Keen Mike Sabath                                   | Sabath                              | 3:02     |  |
| 3.                    | «Hard Out Here»                  | Keen Brandon Colbein Justin Tranter Sabath                | Sabath                              | 3:11     |  |
| 4.                    | «Black Mascara»                  | Keen John Morgan William Lansley                          | Punctual                            | 4:02     |  |
| 5.                    | «Escapism» (con 070 Shake)       | Keen Danielle Balbuena Sabath                             | Sabath                              | 4:32     |  |
| 6.                    | «Mary Jane»                      | Keen Sabath                                               | Raye Sabath                         | 3:51     |  |
| 7.                    | «The Thrill Is Gone»             | Keen Anton Göransson Isabella Sjöstrand Sabath            | Raye Sabath                         | 3:19     |  |
| 8.                    | «Ice Cream Man»                  | Keen Michael Tucker Sabath                                | Raye Michael Tucker Sabath          | 4:08     |  |
| 9.                    | «Flip a Switch»                  | Keen Stephen McGregor                                     | Raye Di Genius Sabath               | 3:21     |  |
| 10.                   | «Body Dysmorphia»                | Keen Sabath                                               | Sabath                              | 2:33     |  |
| 11.                   | «Environmental Anxiety»          | Keen Jenna Felsenthal Sabath                              | Raye Sabath                         | 3:14     |  |
| 12.                   | «Five Star Hotels» (con Mahalia) | Keen Mahalia Burkmar Eddie Benjamin Kennedi Lykken Sabath | Sabath Luca Bucceallati Pete Miller | 3:24     |  |
| 13.                   | «Worth It»                       | Keen Akil King John Hill Sabath                           | Raye Sabath                         | 4:07     |  |
| 14.                   | «Buss It Down»                   | Keen Antoinette Smith Eyelar Mirzazadeh Sabath            | Raye Miller Sabath                  | 2:38     |  |
| 15.                   | «Fin»                            | Keen                                                      | Raye Miller Sabath                  | 0:30     |  |
| 46:49                 |                                  |                                                           |                                     |          |  |

## Posicionamiento en listas
| Listas (2023)                                 | Mejor posición |
| --------------------------------------------- | -------------- |
| Alemania (Offizielle Top 100)                 | 34             |
| Australia (ARIA)                              | 97             |
| Bélgica (Ultratop Flandes)                    | 38             |
| Bélgica (Ultratop Valonia)                    | 139            |
| Canadá (Billboard Canadian Albums)            | 25             |
| Escocia (OCC)                                 | 4              |
| Estados Unidos (Billboard 200)                | 58             |
| Estados Unidos (Billboard Independent Albums) | 8              |
| España (PROMUSICAE)                           | 95             |
| Francia (SNEP)                                | 97             |
| Irlanda (OCC)                                 | 13             |
| Lituania (AGATA)                              | 80             |
| Noruega (VG-lista)                            | 16             |
| Países Bajos (Album Top 100)                  | 30             |
| Reino Unido (OCC)                             | 2              |
| Suiza (Schweizer Hitparade)                   | 17             |